# Course en ligne féminine aux championnats d'Europe de cyclisme sur route 2024
 (août 2024).
La course en ligne féminine aux championnats d'Europe de cyclisme sur route 2024 a lieu le 14 septembre 2024 dans la province de Limbourg, en Belgique. C'est la 9e édition de cette course en ligne. 

## Parcours
Le parcours est long de 162 km. Le départ a lieu à Heusden-Zolder et l'arrivée à Hasselt. Les coureuses parcourent 30,2 km avant de franchir une première fois la ligne d'arrivée. Ensuite, elles accomplissent une fois le circuit local de 14,2 kilomètres autour de Hasselt. Le tracé s'oriente alors vers le sud de la province de Limbourg pour aller effectuer deux boucles de 32,4 kilomètres comprenant quatre côtes répertoriées (deux fois le Kolmontberg et le Zamelenberg). La dernière côte est franchie à 40,2 kilomètres de l'arrivée. Les coureuses retournent ensuite vers le nord et Hasselt pour y accomplir une dernière fois le circuit local de 14,2 kilomètres et s'y disputer la victoire.

## Classement
| \| Classement général \| Classement général \| Classement général \| Classement général \| Classement général \| \| Coureuse \| Coureuse \| Pays \| Équipe \| Temps \| \| ------------------ \| --------------------- \| ------------------ \| ------------------ \| ------------------ \| \| 1re \| Lorena Wiebes \| Pays-Bas \| Pays-Bas \| 3 h 56 min 34 s \| \| 2e \| Elisa Balsamo \| Italie \| Italie \| + 0 s \| \| 3e \| Daria Pikulik \| Pologne \| Pologne \| + 0 s \| \| 4e \| Clara Copponi \| France \| France \| + 0 s \| \| 5e \| Ingvild Gåskjenn \| Norvège \| Norvège \| + 0 s \| \| 6e \| Kathrin Schweinberger \| Autriche \| Autriche \| + 0 s \| \| 7e \| Emma Norsgaard \| Danemark \| Danemark \| + 0 s \| \| 8e \| Blanka Vas \| Hongrie \| Hongrie \| + 0 s \| \| 9e \| Rasa Leleivytė \| Lituanie \| Lituanie \| + 0 s \| \| 10e \| Christine Majerus \| Luxembourg \| Luxembourg \| + 0 s \| |                       |            |            |                 |
| |                       |            |            |                 |
| |                       |            |            |                 |
| Classement général |                       |            |            |                 |
| Coureuse | Coureuse              | Pays       | Équipe     | Temps           |
| 1re | Lorena Wiebes         | Pays-Bas   | Pays-Bas   | 3 h 56 min 34 s |
| 2e | Elisa Balsamo         | Italie     | Italie     | + 0 s           |
| 3e | Daria Pikulik         | Pologne    | Pologne    | + 0 s           |
| 4e | Clara Copponi         | France     | France     | + 0 s           |
| 5e | Ingvild Gåskjenn      | Norvège    | Norvège    | + 0 s           |
| 6e | Kathrin Schweinberger | Autriche   | Autriche   | + 0 s           |
| 7e | Emma Norsgaard        | Danemark   | Danemark   | + 0 s           |
| 8e | Blanka Vas            | Hongrie    | Hongrie    | + 0 s           |
| 9e | Rasa Leleivytė        | Lituanie   | Lituanie   | + 0 s           |
| 10e | Christine Majerus     | Luxembourg | Luxembourg | + 0 s           |

## Liste des participants
| Liste des participantes | Liste des participantes | Liste des participantes | Liste des participantes | Liste des participantes |
| Num                     | Coureuse                | Équipe                  | Pos                     |                         |
| ----------------------- | ----------------------- | ----------------------- | ----------------------- | ----------------------- |